# District d'Issoire
Le district d'Issoire est une ancienne division territoriale française du département du Puy-de-Dôme de 1790 à 1795.
Il était composé des cantons de Issoire, Ardes, Brassac, Champeix, la Montgie, Saint Germain Lembron, Sauxilanges et Vodable.